# آندي ميلوناكيس
آندي ميلوناكيس (بالإنجليزية: Andy Milonakis) مواليد (30 يناير، 1976) ممثل، كوميدي، مغني راب، وكاتب أمريكي.

## أبرز أعماله
- 06-2005: جيمي كيميل لايف!
- 15-201: وقت المغامرة
- 2013: برنامج كرول

## وصلات خارجية
- آندي ميلوناكيس على موقع IMDb (الإنجليزية)
- آندي ميلوناكيس على موقع ألو سيني (الفرنسية)
- آندي ميلوناكيس على موقع ميوزك برينز (الإنجليزية)
- آندي ميلوناكيس على موقع أول موفي (الإنجليزية)
- آندي ميلوناكيس على موقع إن إن دي بي (الإنجليزية)
- آندي ميلوناكيس على موقع ديسكوغز (الإنجليزية)
- آندي ميلوناكيس على موقع قاعدة بيانات الفيلم (الإنجليزية)
- آندي ميلوناكيس على موقع كينوبويسك (الروسية)